# Andrzej Koper
Andrzej Koper (ur. 9 maja 1953 w Warszawie) – polski kierowca rajdowy, z zawodu chemik, czterokrotny Mistrz Polski w rajdach samochodowych w latach 1982, 1984, 1985 i 1988, przedsiębiorca.

## Kariera sportowa
W rajdach zaczął startować w roku 1973, pierwszym jego samochodem był Trabant, którym zdobył wicemistrzostwo okręgu warszawskiego. Później jeździł Fiatem 126p i Zastavą, którą zdobył swój pierwszy tytuł mistrza Polski w klasie I/3-6 w roku 1976. Następnym samochodem, którym startował w mistrzostwach Polski był Renault 5 Alpine, którym wcześniej startował Jerzy Landsberg. W trakcie swej kariery związany był z przedsiębiorstwem Renault. Czterokrotnie zdobywał mistrzostwo Polski w klasyfikacji generalnej. W roku 1982 startując samochodem Renault 5 Alpine na trzy eliminacje wygrał dwie i raz był drugi, w roku 1984, również na samochodzie Renault 5 Alpine, na cztery rajdu dwa razy przyjeżdżał na pierwszym miejscu, raz był drugi i raz trzeci. W roku 1985, po przesiadce do Renaulta 11 Turbo w pięciu eliminacjach, których startował dwa razy przyjeżdżał pierwszy, dwa razy drugi i raz był piętnasty. W roku 1988 po trzech latach znów sięgnął po najwyższy laur w Polsce kiedy to nie schodził z podium wygrywając dwa razy, dwa razy przyjeżdżał jako drugi i raz trzeci. W swojej karierze zdobywał ponadto osiem razy mistrzostwo Polski w różnych klasach. Na koncie ma również mistrzostwo w wyścigach (1983) i raz został Mistrzem Krajów Socjalistycznych (1984). Startował również w Mistrzostwach Europy, w sezonie 1987 zajął szóste miejsce, startując samochodem Renault 11 Turbo. W ostatnich latach swoich rajdowych startów (1995, 2008–2013) startował samochodem Subaru Impreza w grupie N-4 i klasie Open. Jego pilotami byli: Krzysztof Szaykowski; Sławomir Barszczewski, Jacek Lewandowski, Krzysztof Duniec, Włodzimierz Krzemiński, Maciej Wisławski, Kuba Mroczkowski, Krzysztof Gęborys.
Był pierwszym Polakiem, który startując w Rajdzie Paryż-Dakar osiągnął metę samochodem Land Rover Defender.